# Мальдівська мова
Мальдівська мова (діверхі, дхівехі, ދިވެހިބަސް) — офіційна мова Мальдівських островів, а також поширена на приналежному індійській союзній території Лакшадвіп острові Мінікой.
Мальдівською говорять близько 300 000 осіб. Мова має власну писемність під назвою тана, що читається справа наліво. Мальдівська мова належить до індоарійських мов і виникла поряд з сингальською мовою близько 1500 років тому зі спільного кореня.

## Впливи інших мов
Мальдівська мова зазнала на собі вплив багатьох інших мов, насамперед арабської, яка починаючи з XII століття робила великий вплив на її писемність і словниковий запас.
Серед інших мов, що залишили сліди в мальдівській мові, розміщуються сингальська, гінді, перська, малаялам, а також в новий час — англійська.

## Діалекти
Через великі відстані між островами Мальдівського архіпелагу утворилося декілька діалектів з досить істотними відмінностями у вимові і словниковому запасі. Між мешканцями північних островів архіпелагу та мешканцями південних островів можуть виникнути труднощі в розумінні одне одного.

## Особливості
Особливістю мальдівської мови є те, що дві голосні, які стоять поруч, не об'єднуються при вимові в дифтонг, а відділяються одна від одної гортанною змичкою. Крім того існують три форми звернення, що застосовуються до різних частин суспільства.
Найбільш ввічливе звернення застосовується по відношенню до представників громадської еліти. Воно також є стандартом у мальдівському телебаченні і радіо. Друга форма звернення, майже в рівній мірі підкреслено ввічлива, служить для розмови з людьми похилого віку і незнайомцями. Третя форма використовується у щоденному неформальному спілкуванні. З мальдівської мови походить слово атол.